# Kanaat Qazi-Qoemoech
Het kanaat Qazi-Qoemoech (Lak: Лакрал-Кану, Гъазигъумучиял ханлугъ; Lakral-Kanoe, Qaziqoemoetsjijal chanloeq) was een Lak-staat op het grondgebied van Dagestan vanaf het einde van de 16e - begin 17e eeuw. Vanaf 1789 was het kanaat officieel bekend als het Kjoera-Qazi-Qoemoech-kanaat.
De hoofdstad van het kanaat was Qoemoech. Een andere hoofdstad van het kanaat was Chosrech, waar de heersers van Qoemoech hun versterkte residentie hadden. De grootste nederzettingen waren de dorpen Qoemoech, Koeli en Chosrech. Het aantal inwoners in de 19e eeuw wordt geschat op 47 tot 108 duizend mensen. Opgeheven in 1859, werd het grondgebied van kanaat een deel van het gebied van Dagestan als de okroeg Kazikoemoech.

## Stichting van het kanaat
Uit Turkse documenten van 1581-1586 blijkt dat het vorstendom werd gevormd aan het einde van de 16e eeuw. 
Alibek I wordt beschouwd als de grondlegger van het Qazi-Qoemoech-domein. In Russische historische bronnen van de late 16e- vroege 17e eeuw verschijnt hij als vorst Alibek van Kazi-Koemoech. 
Onder Alibek scheidde zich het Qazi-Qoemoech-domein aan het einde van de 16e eeuw af van het Koemukse sjamchalaat. Het centrum van het bezit van Alibek was het Laken-dorp Qoemoech in Dagestan. Alibek wordt door Russische bronnen afgeschilderd als een zeer invloedrijke eigenaar in Dagestan. In 1610 beloofde hij samen met zijn neven trouw aan Moskou.
Alibek I werd opgevolgd door zijn zoon Toechalav. In 1642 werd Alibek II, zoon van Toechalav, verkozen tot heerser van Qazi-Qoemoech.

## Strijd tegen Iran
De onvrede van de bevolking van Sjirvan over de macht van de sjiitische Safawieden leidde tot een opstand. In 1707 viel de bevolking van Dzjari en Tsachoer, geleid door hun oudsten, Sjemacha aan, de residentie van de heerser van Sjirvan. In 1708 trokken Iraanse troepen onder het bevel van Imam Quli Khan vanuit Kachetië en onderdrukten de opstand. In 1710 vormde Soerchaj-Chan I het leger van Qazi-Qoemoech.

### Aanval op Sjirvan
Op 21 juli 1721 vielen Soerchaj-Chan I en Chadzji-Davoed Sjemacha binnen, het belangrijkste handels- en economische centrum van Sjirvan. Met de hulp van lokale soennieten namen de Dagestani's Sjemacha in. 

### Campagne van Peter I
In 1722 trok een 112.000 man sterk leger van Peter I Dagestan binnen. Soerchaj-Chan I, aan het hoofd van het Qazi-Qoemoech-leger, verzette zich tegen Peter I, maar er was geen directe confrontatie. Kolonel A. K. Komarov schreef: “Op 12 september 1723 stond sjah Tahmasp de hele Kaspische regio van Astrabad tot Soelak af aan Rusland, maar Qazi-Qoemoech was hier niet bij. De betekenis in Dagestan van Qazi-Qoemoech heeft een hoog niveau bereikt.”
In 1724 weigerde Soerchaj-Chan I het Verdrag van Constantinopel te erkennen, volgens welke Sjirvan van Perzië naar Turkije ging. Soerchaj-Chan I eiste van Turkije de overdracht van Sjirvan naar zijn bezittingen. Turkije weigerde, maar droeg Sjirvan later toch over aan Soerchaj-Chan I.

### Inname van Sjirvan
In 1725 (volgens een andere versie 1728), vaardigde Turkije een firman uit, volgens welke Soerchaj-Chan I werd beschouwd als de heerser van Sjirvan als Turkse provincie. Soerchaj-Chan I, die de titel kan van Sjirvan en Qazi-Qoemoech had gekregen, maakte van Sjemacha zijn residentie, bouwde forten en wegen, en opende soennitische scholen. In Sjemacha werden munten van Soerchaj-Chan I geslagen.
In juli 1730 bood Nader Afshar Soerchaj de positie aan van gouverneur van Sjemacha, als een vazal van Iran. Soerchaj-Chan weigerde. In 1733 versloeg Nader, als opperbevelhebber van de Perzische troepen, het Turkse leger bij Bagdad. Het Verdrag van Bagdad werd gesloten, volgens welke Turkije zijn provincies aan Perzië overdroeg, waaronder Sjirvan.
Nader stuurde zijn koerier naar Soerchaj-Chan I, die over Sjirvan regeerde, en eiste dat hij Sjirvan zou verlaten. Soerchaj-Chan I schreef een brief aan Nader, waarin hij hem informeerde dat Sjirvan was veroverd door de kracht van Dagestaanse zwaarden en niet door Turkije als een geschenk aan hem was aangeboden, en dat noch de sultan van Turkije, noch Ahmed van Bagdad en anderen enig recht hebben om te eisen dat hij dit gebied overgaf.  

### Eerste Perzische invasie
Op 17 augustus 1734, veroverde Nader de steden Sjemacha, Chatsjmaz, Kabalaka en Derbent. Het leger van Soerchaj-Chan I ontmoette Nader in Deva-Batan, niet ver van Kabalaka, waarbij de hooglanders en Turken door de sterke vijandelijke artillerie werden verslagen. Nader's artillerie rukte verder op, bestormde gedurende drie dagen de posities van Soerchaj-Chan I nabij de Kojsoe-rivier, en arriveerde in Qazi-Qoemoech. De Russische opperbevelhebber Vasili Levasjov schreef dat "Soerchaj het grote kanonvuur niet kon weerstaan". Soerchaj-Chan I trok zich terug in het Avaars kanaat. Nader ging toen tegen Abdullah Pasha in, die met Turkse troepen bij Jerevan stond.
De kan van de Krim Qaplan I Giray zette op bevel van de Turkse sultan de Koemukse sjamchal Chasboelat af en benoemde Eldar-Bek, een bondgenoot van Soerchaj-Chan I, tot nieuwe heerser van het sjamchalaat. Deze gebeurtenissen provoceerden Nader's tweede campagne in Dagestan.

### Tweede Perzische invasie
In november 1735 veroverde Nader Dzjari, Derbent, Tabasaran, Koerach en Achty. In december trok Nader naar Madzjalis. De Azerbeidzjaanse schrijver Bakichanov merkte op dat "De mensen van Akoesja verdedigden zich koppig, maar werden verslagen". Perzische troepen veroverden het fort van Kala-Korejsj.
Nader trok met zijn leger naar Qazi-Qoemoech. Soerchaj-Chan I versterkte zich in een kloof nabij de stad, waar 30.000 troepen van Nader vochten met 10.000 troepen van Soerchaj-Chan I. Na een bloedige strijd werd Qazi-Qoemoech verwoest, en Soerchaj-Chan I trok zich terug in Avarië. Nader, die de voorraden van de Laken had geplunderd, zag er met het oog op de winter af om naar Avarië te gaan.
Het Russische militaire bestuur in de Noord-Kaukasus rapporteerde de bouw van Ahmed-Chan en Soerchaj-Chan van tien stenen vestingwerken uitgerust met wapens. Vanaf het Perzische hof meldde Ivan Kaloesjkin aan de Senaat in Moskou dat "Soerchaj-Chan het Fort van Derbent verwoestte en het leger van Mechti-Chan verbrak, en Sjemacha aanviel".
In januari 1736 werd Nader verkozen tot de sjah van Perzië. Nader Sjah benoemde Ibrahim-Chan als opperste heerser van Sjirvan en Dagestan. Ibrahim-Chan onderwierp Sjirvan aan zijn macht en nodigde vervolgens de heersers van Dagestan uit voor een vergadering, maar deze weigerden. In 1738, tijdens het innen van belastingen, kwam de bevolking van Dzjari in opstand tegen de Perzen. Ibrahim-Chan trok met het leger van de sjah tegen de Dzjari's. De Tabassaranen en de Chinaloeg kwamen de Dzjari's te hulp, en de versloegen de troepen van de sjah .

### Derde Perzische invasie
Op 2 juli 1741 viel Nader Sjah aan het hoofd van een 100.000 man-sterk leger Dagestan binnen, en verklaarde: “Ik nam Hindoestan, het land van Toeran en Iran onder mijn heerschappij. En nu wilde ik het koninkrijk Qoemoech veroveren met een enorm en ontelbaar leger. Nader Sjah's geschiedschrijver Mirza-Mehdi Astarabadi schreef: "De vaandels die de wereld veroverden, verlaten Iran en trekken op naar Dagestan".
De Perzen voerden zware gevechten in Basjly, Bedjoek, Tabasaran, Kajtag en Dzjengoetaj. De eerste colonne van de Perzen, geleid door Nader Sjah, leed in het zuiden van Dagestan zware verliezen. De historicus Moechammad Gazim  schreef dat "gedurende twee uur stopten Soerchaj's detachementen niet met schieten met geweren, en alle 20.000 Khorasaanse en Turkestaanse schutters van Nader Sjah verlieten deze wereld". Hierop executeerde Nader Sjah enkele van zijn commandanten. Half augustus trok Soerchaj-Chan I zich terug in het fort van Qazi-Qoemoech, maar gaf zich een week later over. Zijn zonen, Moertazali-Bek en Moechammad-Bek, gingen met een leger van 5.000 man naar Avarië om nieuw verzet te organiseren.
Na de gevangenname van Soerchaj-Chan I werd zijn zoon Moertazali-Bek de kan van Qazi-Qoemoech en nam de functies van legerleider op zich.

### Strijd om Avarië
Eind augustus 1741 naderde Nader Sjah het grondgebied van Avarië. Sogratl werd in die tijd het militaire centrum van de Dagestanen. Moertazali-Chan, aan het hoofd van zijn leger, versterkte zich in Avarië. Vier dagen en vier nachten duurden zware gevechten in het gebied van de dorpen Sogratl, Megeb, Tsjoch en Oboch. Het Perzische leger trok zich terug op het Toertsjidag-plateau.

### Overwinning op de Perzen
Op 12 september vond een beslissende slag plaats op het Toertsjidag-plateau, waarbij het grootste deel van het Perzische leger viel. Een andere colonne van Nader Sjah, die van Dzjengoetaj naar Avarië marcheerde, werd verslagen door kan Ahmad-Chan van Mechtoelin. De Franse diplomaat in St. Petersburg, Jacques-Joachim Trotti, markies de la Chetardie, schreef: “De nederlaag was des te belangrijker omdat Nader Sjah zich in de val liet lokken en in een kloof viel, waar aan beide kanten verborgen troepen een verschrikkelijk bloedbad verrichten over het grootste deel van zijn leger.” In de nacht van 28 september trok Nader Sjah zich terug en verloor volgens Ivan Kaloesjkin ongeveer 40.000 Perzen.
Moertazali-Chan achtervolgde de terugtrekkende Perzen tot aan Derbent.

## Annexatie van het kanaat Sjirvan
In 1743 besteeg Moechammad-Bek, de zoon van Soerchaj-Chan I, de troon van Qazi-Qoemoech. De Safawidische prins Sam Mirza II arriveerde vanuit Turkije bij Moechammad-Chan. Moechammad-Chan besloot Sjirvan in bezit te nemen, en Sam Mirza te helpen de troon van Perzië te verkrijgen. Turkije beloofde hem te steunen, zoals de Turkse minister schreef: “Wanneer de genoemde prins zich vestigt op de hem gestolen troon van zijn voorouders, dan zal hij de regio's Sjemacha, Sjirvan, Gandzja, Tiflis en Jerevan, die voornamelijk deel uitmaakten van onze staat, afstaan”.
Aan het einde van 1743 nam Moechammad-Chan, nadat hij een leger van Dagestani had gevormd, bezit van Koerach, Derbent en Sjabran, die onder de heerschappij van Perzië stonden. Abdal Gani Khan van Afghanistan, de commandant van Nader Sjah die het fort van Sjabran verdedigde, werd gedood. Moechammad-Chan trok verder en bezette de stad Achsoe, de nieuwe hoofdstad van het kanaat Sjirvan. In 1744 trok Nasrollah Mirza, de zoon van Nader Sjah, met het leger van de sjah tegen Moechammad-Chan in de buurt van Achsoe. Moechammad-Chan raakte gewond in deze strijd en keerde later terug naar Qazi-Qoemoech. De troepen van de sjah bezetten Derbent opnieuw.
In het voorjaar van 1747 namen Moechammad-Chan en zijn bondgenoten Derbent en Quba in bezit. De historicus Vladilen Gadzjiejev schreef dat in 1747 “de sjah besloot Moechammad-Chan koste wat het kost te straffen. Maar al snel, als gevolg van een staatsgreep, werd Nader Sjah zelf vermoord”. Soerchaj-Chan I stierf in 1748. In 1760 veroverde Moechammad-Chan Sjirvan opnieuw. Moechammad-Chan begon als heerser, net als zijn vader, de soennitische islam in Sjirvan nieuw leven in te blazen, en op zijn aanwijzing begon de soennitische religieuze literatuur in de lokale taal te worden vertaald, maar zijn ondernemingen werden onderbroken door politieke onrust veroorzaakt door de sjiieten. In 1762 dwong de anti-soennitische beweging Moechammad-Chan naar alle waarschijnlijkheid om Sjirvan te verlaten.
Al snel werden Sjemacha, Quba en Derbent ingenomen door Fatali-Chan. Op dat moment liepen Eldar-Bek en Sjachmardan-Bek van Qazi-Qoemoech, als gevolg van een ruzie met Moechammad-Chan, over naar Fatali-Chan. Moechammad-Chan gaf de voorkeur aan Soerchaj-Bek, geboren uit de dochter van Abdal Gani-Chan. In de daaropvolgende jaren kwam Fatali-Chan in conflict met de utsmi van de Kajtag, de nutsal van de Avaren en de kan van Qazi-Qoemoech. In 1774 vielen de Dagestani's het kanaat Quba aan. Er vond een groot gevecht plaats in de Gevdoesj-vallei, waar Fatali-Chan werd verslagen en zich terugtrok in de stad Saljan.

## Russische invasie
Rusland, dat een beroep had ontvangen van Fatali-Chan, begon vijandelijkheden tegen de Dagestani's. Fatali-Chan stuurde een afgevaardigde naar generaal Johann Friedrich von Medem te Kizljar en nam zijn toevlucht tot Russische bescherming. Op 4 maart 1775 stak generaal Medem de Terek over en veroverde Derbent, Koerach en Quba. Utsmi Emir-Gamza trok zich terug van Derbent naar Kajtag, en Moechammad-Chan van Quba naar Qazi-Qoemoech. In 1776 werden de Russische troepen teruggetrokken uit Dagestan, nadat Fatali-Chan zich verzoende met de Kajtag-utsmi, Qazi-Qoemoech-kan en de heerser van Tabasaran. 
Moechammed-Chan stierf in 1789. Soerchaj-Bek, de zoon van Moechammad-Chan, werd verkozen tot heerser van Qazi-Qoemoech. Soerchaj-Chan II stond bekend als een vroom moslim, die de koran uit zijn hoofd kende en meerdere moskeeën herstelde. 
Van Galen, een Russische officier en ooggetuige, schreef over Soerchaj: “Hij was een man met een opmerkelijke verschijning. Hij was lang en zag er vooral op zijn oude dag formidabel uit. In de bergen stond hij bekend om zijn enorme geleerdheid in de moslimspiritualiteit, en vanwege de oudheid van de familie en de geweldige connecties in heel Dagestan, werd hij gerespecteerd door alle naburige volkeren".

## Kaukasusoorlog
Vanaf het einde van de 18e eeuw brak de Kaukasusoorlog uit tussen Iran, Turkije en Rusland. De Turkse sultan stuurde zijn afgezanten naar de heersers van Lakië en Avarië met een voorstel om een alliantie te sluiten. Soerchaj-Chan II werd een bondgenoot van Turkije, ondanks het feit dat zijn vertrouwelingen hem hiervan weerhielden. De reden hiervoor was waarschijnlijk dat de Azerbeidzjanen vanaf 1775 in alliantie met de Russen probeerden de gebieden van Zuid-Dagestan te veroveren. De heerser van Avarië werd gedwongen om met Rusland te onderhandelen.

### Vijandelijkheden
In 1796 stuurde Catharina II de opperbevelhebber Valerian Zoebov, die Quba en Derbent veroverde. Hetzelfde jaar viel Soerchaj-Chan II generaal Sergej Boelgakov aan in het dorp Alpan. Na de dood van Catharina II verlieten de Russische troepen het zuiden van Dagestan.
Ali Kajajev schreef dat Soerchaj-Chan II in 1797 grote veldslagen leverde in Karatsjaj-Tsjerkessië. In de nacht van 22 oktober 1803 stak Soerchaj-Chan II de Alazani over met een leger van 3.000 Dagestani's, en viel het Kabardische bataljon van het Tiflis-regiment aan, onder bevel van generaal-majoor Vasili Goeljakov, die de aanval afsloeg. 
Op 15 december 1811 belegerden de generaals Goerjev en Chotoentsov het fort van Koerach, waar Soerchaj-Chan II zich had verschanst. Om middernacht bezweek de toren onder kanonvuur, en Koerach werd ingenomen. Soerchaj-Chan II trok zich terug in Chosrech. Generaal Chotoentsov vertrouwde het beheer van Koerach toe aan Aslan-Bek, zoon van Sjachmardan-Bek. In 1812 viel Chotoentsov Chosrech aan, van waaruit hij zich na een gevecht met het Qazi-Qoemoech-leger terugtrok.
In mei 1813 viel Soerchaj-Chan II het Koerach-garnizoen aan, maar werd afgeslagen door Aslan-Bek en keerde terug naar Qazi-Qoemoech. Soerchaj-Chan II droeg het beheer van het kanaat over aan zijn zoon Moertazali-Bek, en ging zelf naar prins Abbas Mirza in Tabriz. Soerchaj-Chan II kon hem niet aan zijn zijde krijgen. Moertazali-Bek nam het Russische staatsburgerschap aan en riep de steun in van het volk, dat uitgeput was door de lange oorlog. Teruggekeerd uit Tabriz verwijderde Soerchaj-Chan Moertazali-Bek uit de macht. In 1816 werd generaal Aleksej Jermolov benoemd tot hoofd van de Kaukasische gebieden.
In 1818 sloten Qazi-Qoemoech, Avarië, Mechtoeli, Tabasaran en Akoesja een alliantie tegen Jermolov. Op 19 oktober 1819 viel Soerchaj-Chan II het garnizoen van Tsjirag aan met 3.000 militieleden, maar na de slag beval hij zich terug te trekken. Generaal-majoor Wrede herstelde de bolwerken van de tsaristische troepen in Bedjoek, Ritsja en Tsjirag, om zich te beschermen tegen de aanvallen van Soerchaj-Chan II.
Soerchaj-Chan II zwoer vier keer trouw aan de Russen, maar weigerde de koninklijke verhandeling te ondertekenen, en zijn eden waren mogelijk voorwaardelijk. Tijdens het bewind van Soerchaj-Chan II vonden de Russisch-Perzische Oorlog van 1796 en de Russisch-Perzische Oorlog van 1804-1813 plaats, de Russisch-Turkse Oorlog van 1806-1812. en de Russisch-Perzische Oorlog van 1826-1828.

### Inname van Qazi-Qoemoech
In 1820 besloot de opperbevelhebber in de Kaukasus, generaal Jermolov, Qazi-Qoemoech in te nemen. Hij vertrouwde deze taak toe aan luitenant-generaal Madatov. Het leger van Madatov vertrok vanuit Sjirvan. Het werd vergezeld door milities uit Karabach, Quba, Sjeki en Kjoera. De strijd vond plaats op 12 juni nabij het dorp Chosrech, waar Soerchaj-Chan II en zijn zonen zich stevig hadden gevestigd. Generaal Madatov naderde Chosrech en overwon de verdediging van de hooglanders met artillerievuur. Na de verovering van Chosrech bezette Madatov Qazi-Qoemoech zonder slag of stoot. Na 24 jaar oorlog werd het kanaat Qazi-Qoemoech door het Russische rijk veroverd. Jermolov zei over de verovering van Qazi-Qoemoech: "Russische troepen verschenen voor het eerst op deze plaatsen." Vervolgens stak Soerchaj-Chan II over naar Perzië bij Feth-Ali-Shah.

### Kanaat Kjoera

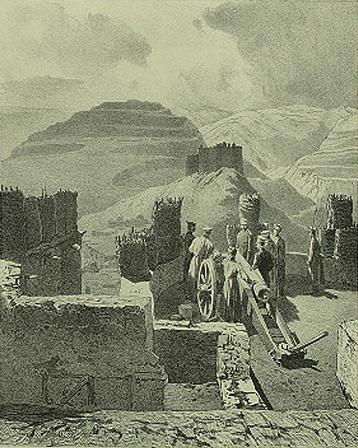
fort van Qazi-Qoemoech (1847)

In 1820 werd Aslan-Chan, de neef van Soerchaj-Chan II, de heerser van Qazi-Qoemoech. Voor het eerst verenigden de Russische autoriteiten Kjoera, uit Tabasaran, met Koerach, waar het hoofdkwartier van de Qazi-Qoemoech-heerser was gevestigd, en creëerden een nieuw kanaat Kjoera in het zuiden van Dagestan.
In 1826 keerde Soerchaj-Chan II terug uit Perzië, en in 1827 stierf hij in Sogratl op 83-jarige leeftijd. Noech-Bek verliet Dagestan en verhuisde naar Turkije, waar hij in 1828 stierf.
Eenmaal deel van Rusland werden de hooglanders geconfronteerd met het apparaat van een feodale lijfeigene staat en met een zware belastingdruk. De tsaristische regering trok de teugels aan. Aslan-Chan verbood herhaaldelijk de beweging van koninklijke troepen door Koerach en Qazi-Qoemoech, wat leidde tot de ondergang van de lokale bevolking. Deze situatie leidde tot een volksopstand. 
In 1834 werd Aslan-Chan tijdelijk benoemd tot heerser van Choenzach. Aslan-Chan bleef de heerser van Qazi-Qoemoech en Koerach, en voorzag op verzoek het Russische leger van voedsel.
In 1838 werd Oemmoe-Koelsoem-Bike de heerser van Qazi-Qoemoech. Chadzji-Jachja van Qazi-Qoemoech vluchtte naar imam Sjamil en werd een van zijn naibs. Chadzji-Jachja begon met Machmoed-Bek te onderhandelen over het verlenen van hulp aan imam Sjamil. In 1841 veroverde Chadzji-Jachja het fort van Qazi-Qoemoech en annexeerde het land van de Laken kort bij het imamaat. Imam Sjamil arriveerde in Qazi-Qoemoech. Machmoed-Bek en zijn broer Garoen-Bek, de heerser van Koera, die in Qazi-Qoemoech waren, verklaarden zich bondgenoten van imam Sjamil. 
In 1841 werd Abdoerachman-Bek gekozen tot heerser van Qazi-Qoemoech. In 1842 werd Joesoef-Bek, de broer van Garoen-Bek, belast met het beheer van het kanaat Kjoera. 
In 1844 bezette Sjamil de dorpen Nitsovkra, DOetsji, Toelizma, Koeloesjats en Tsjoertach.
In de zomer van 1847 kwam Aglar-Bek, de jongere broer van Abdoerachman-Chan, vanuit Sint-Petersburg naar Qazi-Qoemoech, in de rang van garde-kapitein van het Russische leger. Aglar-Bek had van jongs af aan als gijzelaar in St. Petersburg gewoond. In 1847 werd Aglar-Bek de heerser van Qazi-Qoemoech. Chadzji-Jachja werd door Aglar-Chan verslagen in de Slag om Sjovkr. In 1852 sneuvelde de leider van de Laken-opstandelingen, Naib Boek-Moechammad van Qazi-Qoemoech, op het slagveld.
In 1857, toen de aanhangers van Sjamil Qazi-Qoemoech in probeerden te nemen, versloeg Aglar-Chan de detachementen van Omar van Salta aan de Kojsoe.
Na de dood van Aglar-Chan in werd het kanaat Qazi-Qoemoech opgeheven. In 1860 werd het district Kazikoemoech opgericht, en werd het bestuur toevertrouwd aan een Russische stafofficier.
In 1877, tijdens een opstand in Tsjetsjenië en Dagestan, werd Dzjafar-Chan uitgeroepen tot de heerser van een onafhankelijk Qazi-Qoemoech. Nadat hij een leger van Laken, Agoelen, Lezgiërs, Tabassaranen, Roetoelen en Avaren had verzameld, besloot hij om Derbent te veroveren. Toen hij echter hoorde over nederlagen van de hooglanders in Levasji en andere gebieden zag hij daarvan af.